# Levigatrice

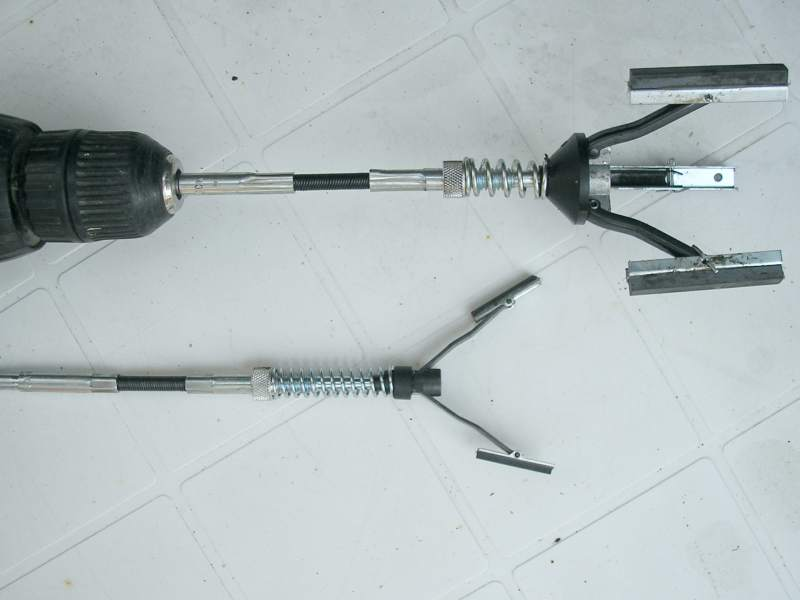
Levigatrici

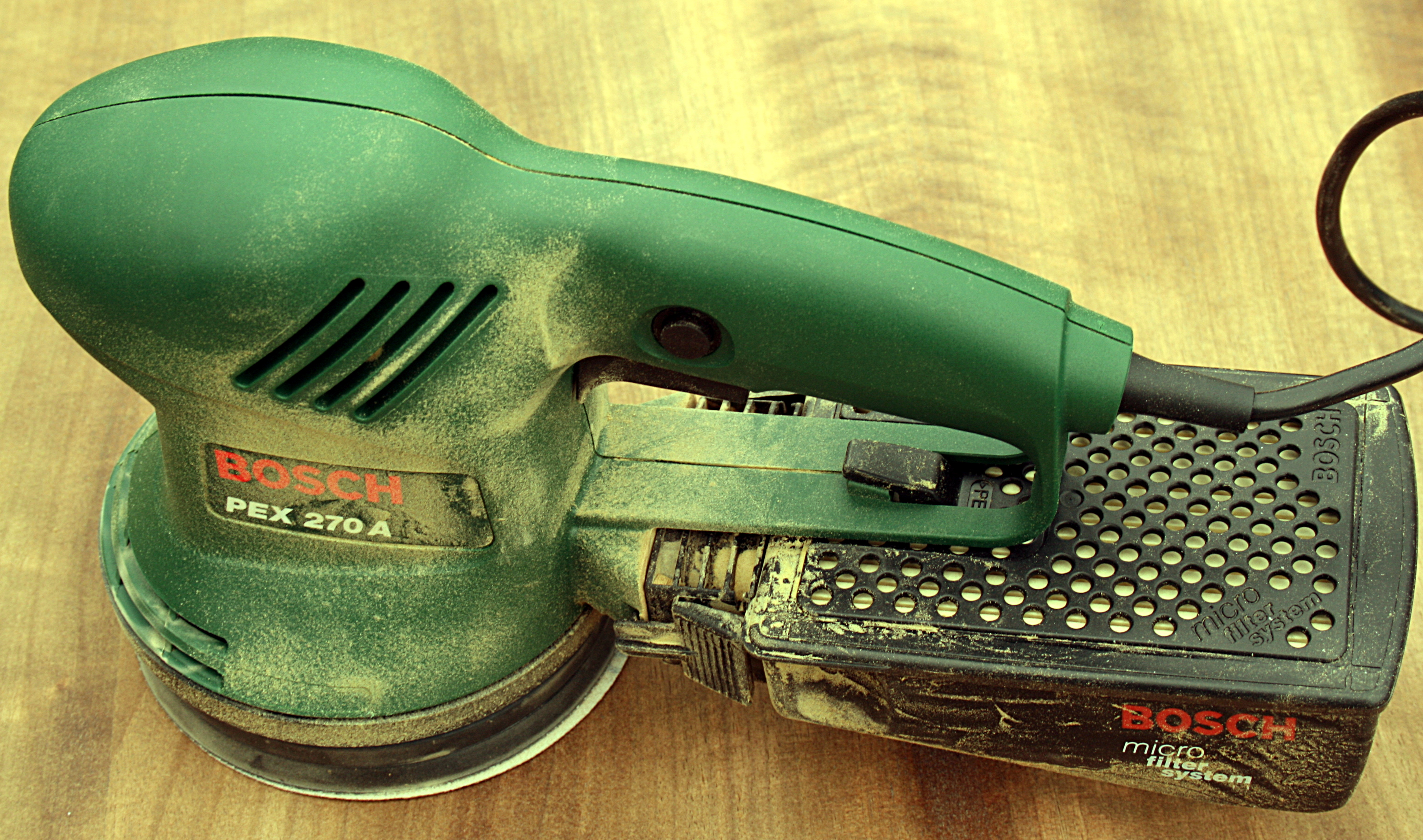
Levigatrice rotoorbitale

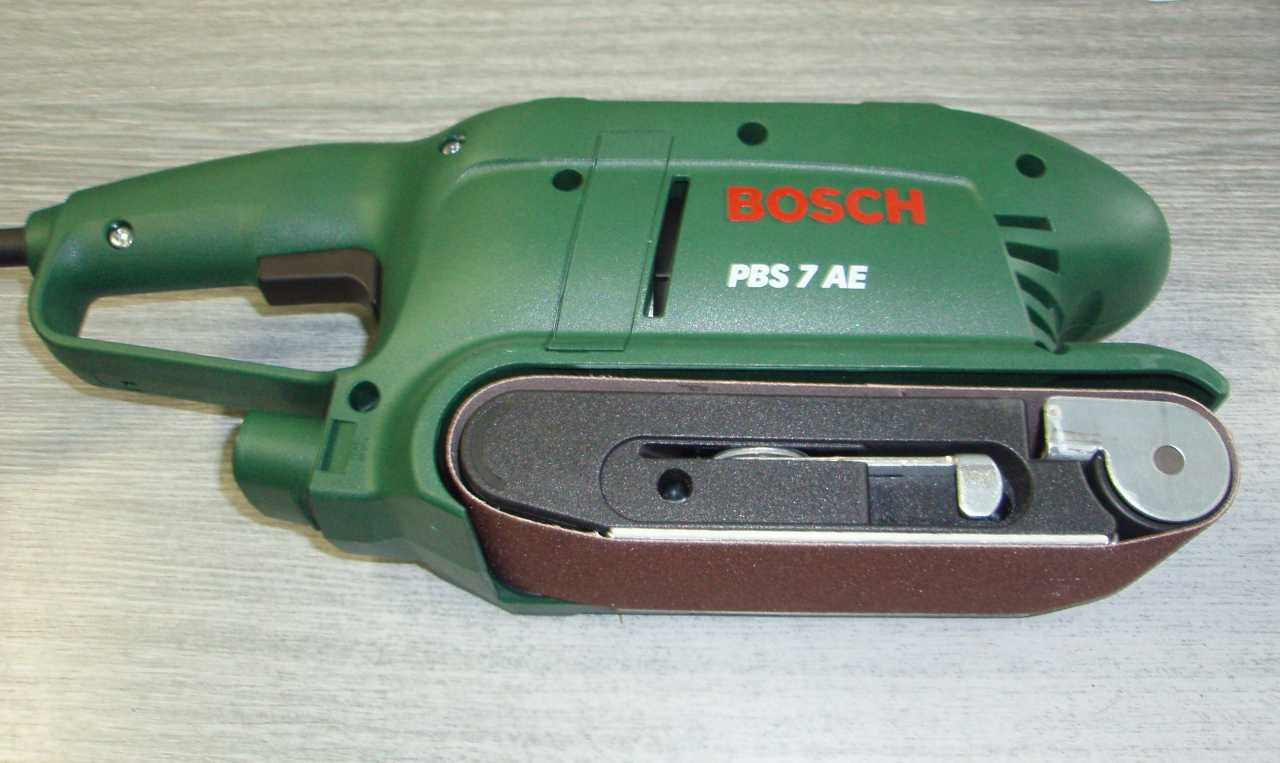
Levigatrice a nastro

La levigatrice è uno strumento/macchina con cui si effettua la levigatura, quindi utilizzato nel processo di finitura di superfici in ceramica, metallo, legno e altri materiali, per perfezionarne la precisione della forma e della misura e soprattutto per migliorarne le proprietà tribologiche della superficie. Un utilizzo frequente potrebbe essere la levigazione di cilindri per i motori a movimento alternativo ed elementi idraulici. Altro tipo di levigatrice è la levigatrice a contatto.

## Principi
Il pareggiamento del materiale avviene per mezzo di tagli geometricamente indefiniti con un levigatore, che si applica alla macchina levigatrice ed è fatto di pietra abrasiva o polvere di tale pietra, in passato si utilizzava la polvere di pomice e tale processo prendeva e ha ancora il nome di pomiciatura. Lo strumento può sia ruotare che spostarsi lungo l'asse orizzontale o lineare a seconda del tipo di macchina utensile e ambito di lavorazione.

## Accorgimenti
Per evitare l'inceppamento della macchina, si possono utilizzare a seconda del tipo e ambito di lavorazione vari accorgimenti:
- Olio lubrificante, per ridurre l'attrito e lavare la superficie dai residui
- Aspirare i residui di lavorazione.

## Macchinari
I lavori di levigatura sono possibili solitamente su:
- Levigatrici assiali
  - Torni
  - Laser
  - Alesatrici
- Levigatrici lineari: caratteristica tipica delle macchine utensili, che sono usate la produzione di serie, munite di mandrino orizzontale o verticale. Inoltre è presente anche un levigatore di superficie, questa volta per supporti pianparalleli.
  - A nastro: si utilizza un nastro di carta abrasiva che ruota su due assi
  - A delta: si utilizza una carta abrasiva a forma di delta che si sposta lungo una linea retta
  - Orbitali: si utilizza una carta abrasiva che ha un movimento orbitale rispetto all'asse, ma che non ruota su se stessa
  - Rotoorbitali: si utilizza una carta abrasiva che ha un movimento orbitale rispetto all'asse e che ruota su se stessa

## Sui motori termici
Su una levigatrice, come già anche in una fresatrice, si introduce uno strumento rotante nella trapanatura da lavorare e che si muove all'interno con movimenti rotatori e oscillatori. Le lame propriamente dette in diamante, corindone o carburo di silicio vengono premute all'interno della trapanatura con una data pressione costante e variabile.
In questo modo la superficie interna del rivestimento cilindrico assume il caratteristico aspetto con scanalature oblique e ottiene proprietà smerigliatrici definite, spesso capaci di trattenere fluidi quali oli idraulici e del motore.
Questa lavorazione avviene spesso con una forte corrente liquida per poter allontanare velocemente le particelle smerigliate dal processo di lavorazione. In seguito si ottiene il raffreddamento del supporto meccanico per contenere la tolleranze richieste.
Un procedimento di smerigliatura totalmente nuovo è la smerigliatura laser in canne cilindriche. Questa tecnica viene impiegata soprattutto nei motori diesel. In questo processo di smerigliatura un raggio laser scioglie la superficie metallica, le vaporizza parzialmente e produce così gli incavi rifiniti desiderati. Un vantaggio di questo processo è inoltre la formazione dei duri spigoli di fusione prodotti dal processo di fusione che si rivelano resistenti all'usura. Si può diminuire l'usura e aumentare la durata dell'utilizzo di un macchinario di circa il 75%.